# Hormuzi-szoros

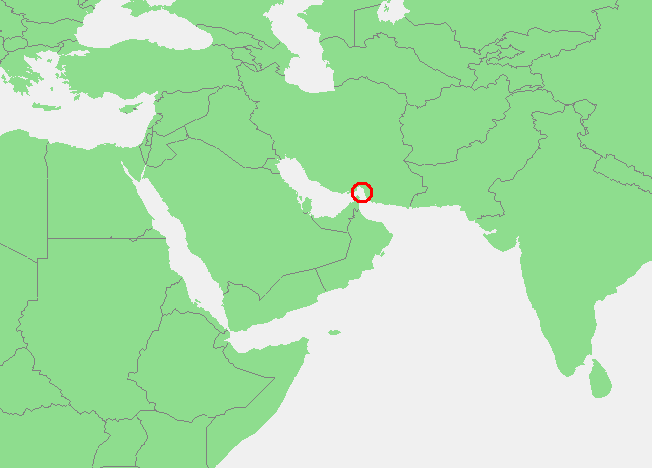
A szoros DNY-Ázsia térképén

A Hormuzi-szoros (arabul: مَضيق هُرمُز, Maḍīq Hurmuz, perzsául: تَنگِه هُرمُز, Tangeh-ye Hormoz) a nyugati Perzsa-öblöt keleten az Ománi-öböllel, majd tovább az Arab-tengerrel és az Indiai-óceánnal összekötő tengerszoros, a világkereskedelem egyik fontos hajózási útvonala. A 2010-es években a világ cseppfolyósított földgázának egyharmada és a globálisan kitermelt kőolaj közel negyede haladt át a szoroson, így kiemelten fontos stratégiai helyszín a nemzetközi kereskedelem számára.

## Etimológia
A nevet Ifra Hormizdról, II. Sápur szászánida király anyjának nevéről eredeztetik. A 10. és 17. század között itt helyezkedett el Hormuz (Ormuz) Királysága, amelyről úgy tűnik, hogy a szoros a nevét kapta.

## Földrajzi helyzete
Északi oldalán Irán tengerpartja, déli részén a Muszandam-félsziget húzódik; utóbbin Omán osztozik az Egyesült Arab Emírségekkel.
Szélessége a legszűkebb részén mintegy 39–40 km, hossza körülbelül 60 km. A hajózási útvonal szélessége mindkét irányban mindössze három kilométer, amelyet egy három kilométeres pufferzóna választ el. A szoros elég mély és széles ahhoz, hogy a világ legnagyobb nyersolaj-szállító tartályhajóit is kiszolgálja.
A szorosban több kisebb-nagyobb sziget található, a legjelentősebbek Kesm és Hormuz — a szoros ez utóbbiról kapta közkeletű nevét.

## Jelentősége
Stratégiai jelentősége igen nagy, mivel ezen a tengerszoroson halad át a világszerte tengeren szállított kőolaj több mint 1/3-a. A kőolaj és a finomított termékek mennyisége 2024-ben közel 21 millió hordó volt naponta. Ezen belül egyre nő a cseppfolyósított földgáz (LNG) aránya. Az LNG jó részét a Malaka-szoroson át Kelet-Ázsiába szállítják.
2011-ben átlagosan naponta 14 nyersolajszállító tartályhajó haladt át a szoroson, és ugyanennyi üres tartályhajó ment át rajta új szállítmány felvételére.
Szállított mennyiség, millió t/nap:
fajta — kőolaj — finomított termék
- 2018: 16,5 — 4,9

- 2019: 15,2 — 4,9
- 2020: 13,7 — 4,8
- 2021:  14.0 — 4,9
- 2022: 15.6 — 5,5
- 2023: 14,9 — 5,9

A legnagyobb olajexportőrök a Perzsa-öböl országai:
- Szaúd-Arábia,
- Kuvait,
- Egyesült Arab Emírségek,
- Irak,
- Irán

A legnagyobb importőrök:
- Kína,
- India,
- Japán és
- Dél-Korea.

2023-ban az itt átszállított olaj 83 százaléka került ázsiai piacokra.

## Fordítás
Ez a szócikk részben vagy egészben  a   Strait of Hormuz című angol Wikipédia-szócikk fordításán alapul.  Az eredeti cikk szerkesztőit annak laptörténete sorolja fel. Ez a jelzés csupán a megfogalmazás eredetét és a szerzői jogokat jelzi, nem szolgál a cikkben szereplő információk forrásmegjelöléseként.